# Giải bóng đá U-17 Quốc gia 2010
Giải bóng đá U17 Quốc gia Việt Nam 2010 có tên gọi chính thức là Giải bóng đá U17 Quốc gia Việt Nam - Cúp Báo bóng đá 2010 là mùa giải thứ 7 do VFF tổ chức. Giải đấu này diễn ra theo hai giai đoạn, các trận đấu tại vòng loại sẽ diễn ra từ ngày 14/6 đến ngày 4/7/2010. Sau khi kết thúc vòng loại, 8 đội lọt vào Vòng chung kết sẽ tranh tài từ 15/7 đến 24/7/2010 trên Sân vận động Chi Lăng-Thành phố Đà Nẵng và là cuộc đua tài của 8 đội bóng, trong đó có 6 đội được chọn sau vòng loại và 2 đội được ưu tiên miễn thi đấu vòng loại gồm: Sông Lam Nghệ An (Đương kim vô địch) và SHB Đà Nẵng (địa phương đăng cai Vòng chung kết).

## Điều lệ
Vòng loại giải bóng đá U17 Quốc gia-Cúp Báo Bóng đá 2010 sẽ khởi tranh từ ngày 14/6/2010 với sự tham dự của 23 đội bóng trẻ, chia thành 5 bảng. Cụ thể:
- Bảng A: Chọn 2 đội vào Vòng chung kết, do Trung tâm Đào tạo Vận động viên bóng đá Nam Định làm bảng trưởng, gồm 8 đội đăng ký tham dự vòng loại, cụ thể: Megastar Nam Định, Hà Nội, Hà Nội T&T, Hòa Phát Hà Nội, Lam Sơn Thanh Hóa, Quảng Ninh, Trung tâm bóng đá Hải Phòng và Viettel. Thời gian tổ chức: từ ngày 20-27/6/2010, thi đấu tại Trung tâm Đào tạo Vận động viên bóng đá Nam Định, thi đấu 2 trận/ngày trên 2 sân.
- Bảng B: Chọn 1 đội vào Vòng chung kết, do Đoàn bóng đá Thừa Thiên Huế làm bảng trưởng, gồm 4 đội đăng ký tham dự vòng loại, cụ thể: Thừa Thiên Huế, Bình Định, Khánh Hòa và Quảng Ngãi. Thời gian tổ chức: từ ngày 20-27/6/2010, thi đấu tại SVĐ Tự Do, thi đấu 1 trận/ngày.
- Bảng C: Chọn 1 đội vào Vòng chung kết, do Sở VHTT&DL ĐắkLắk nhận đăng cai làm bảng trưởng, gồm 4 đội đăng ký tham dự vòng loại, cụ thể: ĐắkLắk, Bình Thuận, Lâm Đồng và Khatoco Khánh Hoà. Thời gian tổ chức: từ ngày 30/6-4/7/2010, thi đấu tại SVĐ Đắk Lắk, thi đấu 2 trận/ngày.
- Bảng D: Chọn 1 đội vào Vòng chung kết, do Trung tâm Thể dục Thể thao Thống Nhất làm bảng trưởng, gồm 4 đội đăng ký tham dự vòng loại, cụ thể: Thành phố Hồ Chí Minh, Đồng Nai, Scavi Rocheteau Thành phố Hồ Chí Minh và Tây Ninh. Thời gian tổ chức: từ ngày 27/6-1/7/2010, thi đấu tại Sân vận động Thống Nhất, thi đấu 2 trận/ngày.
- Bảng E: Chọn 1 đội vào Vòng chung kết, do CLB bóng đá Đồng Tháp nhận đăng cai làm bảng trưởng, gồm 3 đội đăng ký tham dự vòng loại, cụ thể: Tập đoàn Cao Su Đồng Tháp, Long An và Vĩnh Long. Thời gian tổ chức: từ ngày 14-18/6/2010, thi đấu tại SVĐ Đồng Tháp, thi đấu 2 trận/ngày.

Về phương thức thi đấu tại vòng loại, 8 đội ở Bảng A sẽ chia thành 2 nhóm, 4 đội/nhóm, thi đấu vòng tròn một lượt, chọn 2 đội xếp thứ Nhất và Nhì mỗi nhóm vào thi đấu Bán kết theo sơ đồ mã số: Nhất nhóm 1 gặp nhì nhóm 2 và Nhất nhóm 2 gặp nhì nhóm 1. Hai đội thắng bán kết được quyền tham dự Vòng chung kết. Bốn bảng đấu còn lại gồm: Bảng B, C, D, E thi đấu theo thể thức vòng tròn một lượt tính điểm xếp hạng. Đội Nhất nhóm A sẽ gặp Đội Nhì nhóm B và Đội nhì Nhóm B sẽ gặp Đội Nhất nhóm A ở Bán kết. Hai đội thắng bán kết được thi đấu chung kết, hai đội thua bán kết cùng xếp thứ 3.

## Vòng chung kết

### Bảng A
Kết quả chi tiết
|  | v |  |
|  | - |  |
|  |   |  |

|  | v |  |
|  | - |  |
|  |   |  |

|  | v |  |
|  | - |  |
|  |   |  |

|  | v |  |
|  | - |  |
|  |   |  |

|  | v |  |
|  | - |  |
|  |   |  |

|  | v |  |
|  | - |  |
|  |   |  |

| Bảng xếp hạng bảng A | Bảng xếp hạng bảng A | Bảng xếp hạng bảng A | Bảng xếp hạng bảng A | Bảng xếp hạng bảng A | Bảng xếp hạng bảng A | Bảng xếp hạng bảng A | Bảng xếp hạng bảng A | Bảng xếp hạng bảng A |
| -------------------- | -------------------- | -------------------- | -------------------- | -------------------- | -------------------- | -------------------- | -------------------- | -------------------- |
| Thứ tự               | Đội bóng             | Trận                 | Thắng                | Hòa                  | Thua                 | Bàn thắng            | Bàn thua             | Điểm                 |
| 1                    | U17 Nam Định         | 3                    | 0                    | 0                    | 0                    | 11                   | 6                    | 9                    |
| 2                    | U17 SHB Đà Nẵng      | 3                    | 2                    | 0                    | 1                    | 7                    | 5                    | 6                    |
| 3                    | U17 Thừa Thiên Huế   | 3                    | 1                    | 0                    | 2                    | 3                    | 5                    | 3                    |
| 4                    | U17 Đăk Lăk          | 3                    | 0                    | 0                    | 3                    | 3                    | 8                    | 0                    |

### Bảng B
Kết quả chi tiết
|  | v |  |
|  | - |  |
|  |   |  |

|  | v |  |
|  | - |  |
|  |   |  |

|  | v |  |
|  | - |  |
|  |   |  |

|  | v |  |
|  | - |  |
|  |   |  |

|  | v |  |
|  | - |  |
|  |   |  |

|  | v |  |
|  | - |  |
|  |   |  |

| Bảng xếp hạng bảng B | Bảng xếp hạng bảng B | Bảng xếp hạng bảng B | Bảng xếp hạng bảng B | Bảng xếp hạng bảng B | Bảng xếp hạng bảng B | Bảng xếp hạng bảng B | Bảng xếp hạng bảng B | Bảng xếp hạng bảng B |
| -------------------- | -------------------- | -------------------- | -------------------- | -------------------- | -------------------- | -------------------- | -------------------- | -------------------- |
| Thứ tự               | Đội bóng             | Trận                 | Thắng                | Hòa                  | Thua                 | Bàn thắng            | Bàn thua             | Điểm                 |
| 1                    | U17 Đồng Tâm Long An | 3                    | 2                    | 0                    | 1                    | 6                    | 4                    | 6                    |
| 2                    | U17 Sông Lam Nghệ An | 3                    | 2                    | 0                    | 1                    | 8                    | 6                    | 6                    |
| 3                    | U17 Navibank Sài Gòn | 3                    | 1                    | 0                    | 2                    | 4                    | 7                    | 3                    |
| 4                    | U17 TTBĐ Hải Phòng   | 3                    | 1                    | 0                    | 2                    | 3                    | 4                    | 3                    |

## Vòng bán kết
|  | v |  |
|  | - |  |
|  |   |  |

|  |   | Luân lưu 11m |
|  | ' |              |

|  | v |  |
|  | - |  |
|  |   |  |

## Trận chung kết
|  | v |  |
|  | - |  |
|  |   |  |

|  |   | Luân lưu 11m |
|  | ' |              |

## Tổng kết mùa giải
- Đội vô địch: U17 SHB Đà Nẵng
- Đội thứ Nhì: U17 SLNA
- Đồng giải Ba: U17 Nam Định & U17 Đồng Tâm Long An
- Giải phong cách: U17 SHB Đà Nẵng
- Cầu thủ xuất sắc nhất: Phạm Mạnh Hùng (3-Sông Lam Nghệ An)
- Thủ môn xuất sắc nhất: Nguyễn Sơn Hải (25- SHB Đà Nẵng)
- Cầu thủ ghi nhiều bàn thắng nhất (3 cầu thủ): Đỗ Văn Ba (9-SHB Đà Nẵng), Võ Ngọc Toàn (8-Sông Lam Nghệ An), Hoàng Văn Nhuần (22-Nam Định) – 4 bàn.